# Frederick Nutter Chasen
Frederick Nutter Chasen (25. August 1896 in Tunstall, Suffolk – 13. Februar 1942 in Singapur) war ein britischer Zoologe und Ornithologe.

## Leben
Während des Ersten Weltkriegs diente Chasen bei der Norfolk Yeomanry. Eine frühe Verbindung zum Kurator Frank Leney (1872–1945) vom Norwich Museum, wo er zunächst als ordentlicher Schüler (1913–1915) und später als Mitarbeiter (1919–1921) arbeitete, erweckte in ihm seine Leidenschaft für die Ornithologie und die Museumsarbeit, die seine weitere Karriere bestimmte. Seine erste Publikation erschien 1921 in The Ibis und berichtete über die Avifauna der Struma-Ebene in Makedonien.
Chasen war 1921 zum stellvertretenden Kurator am Raffles Museum in Singapur ernannt wurden und folgte 1932 Cecil Boden Kloss als dessen Direktor. Chasen war ein Experte für die Vögel und Säugetiere Südostasiens. Er stellte den dritten und vierten Band von Herbert Christopher Robinson Werk über die Vögel der malaiischen Halbinsel fertig.
Beim Versuch, aus Singapur zu fliehen, als die britische Kolonie von japanischen Truppen erobert wurde, starb Chasen als Passagier auf dem umgebauten Kohledampfer H.M.S. Giang Bee, der am 13. Februar 1942 nach feindlichem Beschuss sank. Er hinterließ zwei Töchter, Elisabeth und Heather Chasen. Letztere wurde als Schauspielerin bekannt.

## Dedikationsnamen
Erwin Stresemann ehrte Chasen 1937 im Namen des Palawanschwalms (Batrachostomus chaseni). Außerdem wurden ihm die Unterarten des Weißscheitel-Scherenschwanzes (Enicurus leschenaulti chaseni Meyer de Schauensee, 1940), des Rotkopftrogons (Harpactes erythrocephalus chaseni Riley, 1934) und des Malaienkauzes (Strix leptogrammica chaseni Hoogerwerf & de Boer, 1947) gewidmet.
Malcolm Arthur Smith nannte 1931 eine Grubenottern-Art Garthius chaseni und 1924 eine Ruderfrösche-Art Kurixalus chaseni nach ihm. Colin Campbell Sanborn benannte 1939 die Chasen-Hufeisennase (Rhinolophus chaseni), Norman Cecil Egerton Miller im Jahr 1941 die Raubwanzen-Art Microsanta chaseni zu seinen Ehren.
Sein Name findet sich ebenfalls in Charadrius peronii chaseni Junge, 1940, einem Synonym für den Malaienregenpfeifer (Charadrius peronii Schlegel, 1865), in Aegithina tiphia chaseni Stresemann, 1938 einem Synonym für die Garteniora-Unterart (Aegithina tiphia aequanimis Bangs, 1922), in Treron curvirostra chaseni Stresemann, 1950 einem Synonym für die Papageischnabel-Grüntaube (Treron curvirostra (Gmelin, JF, 1789)), in Prinia flaviventris chaseni Deignan, 1942 einem Synonym für die Gelbbauchprinien-Unterart (Prinia flaviventris latrunculus (Finsch, 1905)), in Serinus estherae chaseni Kinzelbach, Dickinson & Somadikarta, 2009 einem Synonym für die Malaiengirlitz-Unterart (Chrysocorythus estherae orientalis (Chasen, 1940)) und in Rattus rattus chaseni Sody, 1941 einem Synonym für die Reisfeldratte (Rattus argentiventer (Robinson & Kloss, 1916)).

## Mitgliedschaften
1934 wird Chasen zum korrespondierenden Mitglied der American Ornithologists’ Union gewählt.

## Publikationen (Auswahl)
- Field notes on the birds of Macedonia with special reference to the Struma plain. In: The Ibis (= 11). Band 3, Nr. 2, 1921, S. 185–227 (biodiversitylibrary.org).
- mit Cecil Boden Kloss: A New Race of Cyornis from the Java Sea. In: Treubia. Band 12, Nr. 2, 1930, S. 271 (e-journal.biologi.lipi.go.id).
- mit Cecil Boden Kloss: On a collection of mammals from the lowlands and islands of North Borneo. In: The Bulletin of the Raffles Museum. Band 6, 1931, S. 1–82 (lkcnhm.nus.edu.sg [PDF]).
- mit Cecil Boden Kloss: On some birds from Pontianak, Dutch West Borneo. In: Treubia. Band 14, Nr. 1, 1932, S. 11–18 (e-journal.biologi.lipi.go.id).
- mit Cecil Boden Kloss: On a small collection of birds from the Karimata Islands, West Borneo. In: Treubia. Band 14, Nr. 2, 1933, S. 155–164 (e-journal.biologi.lipi.go.id).
- mit Cecil Boden Kloss: On a Small Collection of Birds from the Karimoen Djawa Islands. In: Treubia. Band 14, Nr. 2, 1933, S. 165–171 (e-journal.biologi.lipi.go.id).
- On some Mammals from the Karimata Islands and Dutch West Borneo. In: Treubia. Band 15, Nr. 1, 1935, S. 1–7 (e-journal.biologi.lipi.go.id).
- The birds of Billiton Island. In: Treubia. Band 16, Nr. 2, 1937, S. 205–238 (e-journal.biologi.lipi.go.id).
- On a collection of Birds from the Krakatau group of Islands, Sunda. In: Treubia. Band 16, Nr. 2, 1937, S. 245–259 (e-journal.biologi.lipi.go.id).
- Preliminary diagnoses of new birds from North Sumatra. In: Treubia. Band 17, Nr. 2, 1939, S. 137–138 (e-journal.biologi.lipi.go.id).
- Preliminary diagnoses of new birds from North Sumatra II. In: Treubia. Band 17, Nr. 2, 1939, S. 183–184 (e-journal.biologi.lipi.go.id).
- Four new mammals from Java. In: Treubia. Band 17, Nr. 3, 1939, S. 185–188 (e-journal.biologi.lipi.go.id).
- Preliminary diagnoses of new birds from Malaysia. In: Treubia. Band 17, Nr. 3, 1939, S. 205–296 (e-journal.biologi.lipi.go.id).
- Two new Mammals from North Sumatra. In: Treubia. Band 17, Nr. 3, 1939, S. 207–208 (e-journal.biologi.lipi.go.id).
- A new woodpecker from Sumatra. In: Treubia. Band 17, Nr. 4, 1940, S. 261 (e-journal.biologi.lipi.go.id).
- Notes on some Javan birds. In: Treubia. Band 17, Nr. 4, 1940, S. 263–266 (e-journal.biologi.lipi.go.id).
- The mammals of the Netherlands Indian Mt. Leuser Expedition 1937 to North Sumatra. In: Treubia. Band 17, Nr. 5, 1940, S. 479–499 (e-journal.biologi.lipi.go.id).
- mit Andries Hoogerwerf: The birds of the Netherlands Indian Mt. Leuser Expedition 1937 to North Sumatra. In: Treubia. 18 (Supplement), 1941, S. 1–125.